# Rokiciny (osada leśna w województwie łódzkim)
Rokiciny – osada leśna w Polsce, położona w województwie łódzkim, w powiecie tomaszowskim, w gminie Rokiciny.
W latach 1975–1998 miejscowość położona była w województwie piotrkowskim.